# Lac Khassan
Le lac Khassan est un petit lac de 2,23 km2 de l'Extrême-Orient russe, dans le raïon Khassanski, kraï du Primorie. Il est situé juste au nord du fleuve Tumen. La frontière entre la Russie et la Chine passe à proximité immédiate de la rive sud du lac et rejoint la frontière entre la Russie et la Corée-du-Nord à quelques kilomètres au sud-est du lac. 
Les environs du lac sont connus pour avoir été le lieu de la bataille du lac Khassan, un affrontement qui opposa les troupes soviétiques et les troupes impériales japonaises à l'été 1938.